# 列塔夫卡河
列塔夫卡河（烏克蘭語：Летавка），是烏克蘭的河流，位於該國西部赫梅利尼茨基州，屬於日萬奇克河的右支流，發源自恰加里夫卡以南，河道全長11公里，流域面積23.3平方公里。